# Про кота...
«Про кота…» (рос. «Про кота...») — російський радянський художній фільм 1985 року режисера Святослава Чекина на тему казки Шарля Перро «Кіт у чоботях».

## Сюжет
Про пригоди винахідливого Кота в казковому королівстві.

## У ролях
- Леонід Ярмольник
- Альберт Філозов
- Марина Левтова
- Петро Щербаков
- Валентин Гафт
- Сергій Проханов
- Ігор Суровцев
- В'ячеслав Логінов
- Олександр Іншаков
- Василь Кортуков

## Творча група
- Сценарій: Давид Самойлов
- Режисер: Святослав Чекин
- Оператор: Олександр Тафель
- Композитор: Ігор Бриль, Віталій Розенберг